# Thomas Chandler Haliburton
Thomas Chandler Haliburton, född 1796, död 1865, var en kanadensisk historiker och författare.
Thomas Chandler Haliburton utbildade sig till jurist, blev 1841 ledamot av högsta domstolen i Nova Scotia men avgick 1856 och tillbringade resten av sitt liv i England. 1859 invaldes han i parlamentet. Haliburton, som först framträdde som historiker med verket Historical and statistical account of Nova Scotia (1829) och senare utgav The bubbles from Canada (1839) och Rule and misrule of the English in Canada (1951), hade stor framgång med en serie humoristiska och satiriska brev, som han 1835 publicerade i en tidning i Halifax under pseudonymen "Samuel Slick of Slickville", och som han i bearbetad form utgav som bok 1837 under titeln The clockmaker, or sayings and doings of Samuel Slick of Slickville 1838 utkom en andra del, 1840 en tredje. I The attaché, or Sam Slick in England (1843–1844) byggde Haliburton på intryck från ett besök i England 1841. 1852 utgav han Sam Slick's traits of American humor, 1853 Wise saws and modern instances och 1855 Nature and human nature. Haliburton, som var den förste som använde den amerikanska engelskan i litterärt syfte, betraktas som grundläggare av den humoristiska riktning, som spelade en stor roll i amerikansk litteratur under slutet av 1800-talet. En rad av de aforistiskt utformade uttalanden, som Haliburton lade i munnen på Sam Slick, har blivit bevingade ord. Utdrag på svenska ur Haliburtons böcker om Sam Slick ingår i Amerikanska humorister (1874).